# Dschinghis Khan

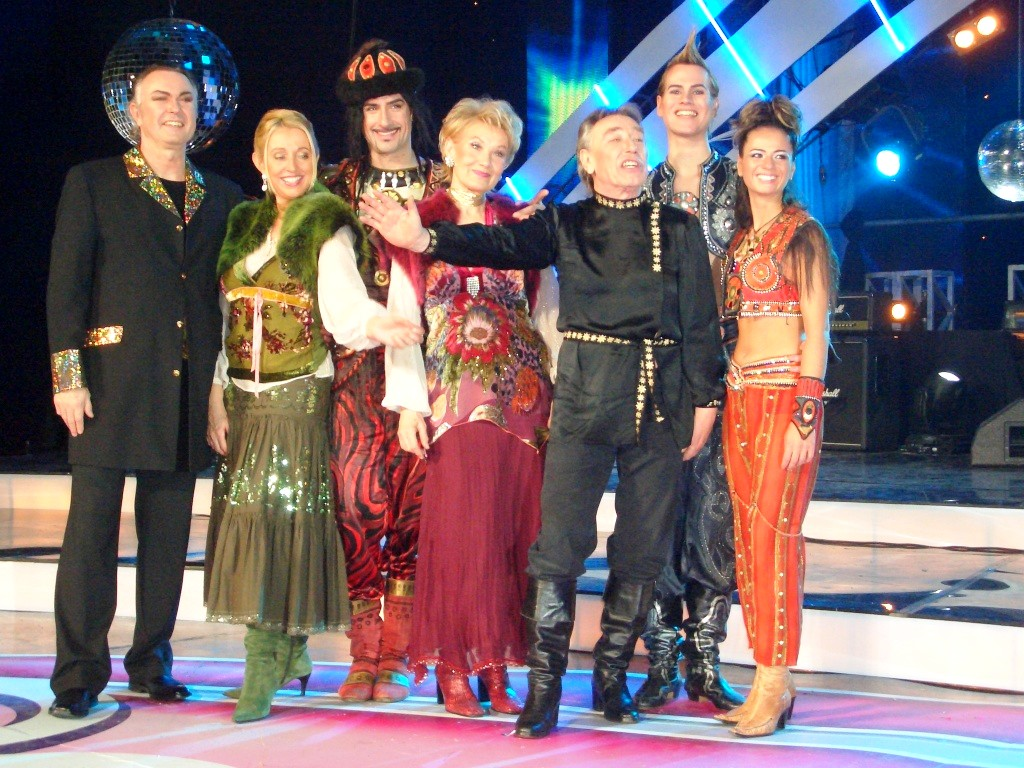

Dschinghis Khan (укр. Чингіз Хан) — німецький музичний колектив, створений 1979 року. На конкурсі Євробачення в 1979 зайняв 4-е місце, після чого став дуже популярний не тільки в Німеччині, але й у Східній Європі, в тому числі і в СРСР, а також в Австралії та Японії.
Багато пісень гурту присвячені екзотиці та стереотипам у різних країнах: Латинській Америці, Росії, Монголії, Близькому Сході.

## Склад
- Вольфганг Хайхель (1950 р.н., німецький музикант)
- Генріетт Полін Хайхель-Штробель (1953 р.н., німкеня, дружина Вольфганга)
- Едіна Поп (1941 р.н., у 1969 році отримала приз як найкраща вокалістка Угорщини)
- Стів Бендер (1942 р.н., † 30 травня 2006, вокаліст)
- Луїс Хендрік Потгітер (1951 р.н., † 1993, танцюрист з Південної Африки)
- Леслі Мандокі (1953 р.н., вокаліст з Угорщини)

## Біографія
Група була створена за шість тижнів до національного німецького відбору на Євробачення (кінець січня-початок лютого 1979 року), коли ще наприкінці 1978 року композитор Ральф Зігель представив однойменну пісню (на демо-версії співав сам Ральф Зігель). Після перемоги в національному відборі, групі довірили представити ФРН на конкурсі «Євробачення», де вона зайняла 4-е місце з піснею «Dschinghis Khan».. 1984 року група припинила своє існування через фінансові проблеми.
1988 року колишній вокаліст «Dschinghis Khan» Леслі Мандокі і вокалістка угорської поп-групи «Neoton Familia» Ева Чепрегі спільно виконали офіційну пісню «Korea» на відкритті Олімпійських Ігор у Сеулі.
1999 року чотири композиції з диску «Dschinghis Khan: The History of Dschinghis Khan» були реміксовані та спродюсовані відомим німецьким продюсером Давідом Брандес.
2005 року гурт знов зібрався разом (за винятком Мандокі і загиблого Потгітера) і 17 грудня дав великий концерт в спортивно-концертному комплексі «Олімпійський» у Москві в рамках фестивалю «Легенди Ретро FM». На концерті були присутні близько 30 тис. глядачів, він транслювався Першим каналом через системи «Орбіта» і «Орбіта-2».
2006 року гурт зробив турне, присвячене пам'яті Стіва Бендера — він помер від раку. В рамках турне музиканти виступали з концертами в Улан-Баторі та Києві.
2007 року вийшов альбом «7 Leben». До нього увійшли як нові композиції, так і обробки перших хітів (Dschinghis Khan, Moskau, Rocking son of Dschinghis Khan).
2009 року гурт був присутній на відкритті «Євробачення».
У вересні 2012 року група виступала на дні міста в українському місті Нікополь.

## Цікаві факти
Парадокс популярності групи в Радянському Союзі полягав у тому, що у радянської публіки не було можливостей ознайомитися з візуальним образом групи, завдяки якому в чималому ступені вона прославилася на Заході.
Радянська пропаганда поширювала серед молоді твердження, що гурт є неонацистським. Як ілюстрація пропонувався психоделічний вступ треку Der Verräter (у рефрені "Du Feigling! Verräter!" друге слово звучить як "Heil Hitler!").
До Олімпіади 1980 року було записано кавер-версію хіта Moskau у виконанні  Софії Ротару, який називався «Здравствуй, Москва!», але у зв'язку з бойкотом Олімпіади багатьма західними країнами, зокрема і ФРН, радянське керівництво кавер заборонило та визнало антирадянським.

## Дискографія
- 1979 — Dschinghis Khan
- 1980 — Rom
- 1981 — Wir Sitzen Alle Im Selben Boot
- 1982 — Helden, Schurken Und Der Dudelmoser
- 1983 — Corrida
- 1984 — Helden, Schurken Und Der Dudelmoser
- 1993 — Huh Hah Dschinghis Khan
- 1998 — Die Großen Erfolge [CD 3]
- 1999 — The History Of Dschinghis Khan
- 1999 — Forever Gold
- 2004 — The Jubilee Album
- 2007 — 7 Leben